# Camilla Hansén
Camilla Hansén (1976) é uma política sueca. Desde 4 de novembro de  2019 que tem servido como membro do Riksdag em representação do círculo eleitoral do condado de Örebro. Ela tornou-se membro depois de Jonas Eriksson ter renunciado.
A 30 de abril de 2021, assumiu o apadrinhamento de Ales Pushkin, pintor e preso político da Bielorrússia.